# Assélien
Stratigraphie
Gzhélien Sakmarien
Pennsylvanien
L’Assélien est un étage du Permien, système géologique de l'ère paléozoïque. C'est la première ou la plus ancienne des quatre subdivisions de l'époque du Cisuralien. L'Assélien a eu lieu il y a entre 298,9 ± 0,15 et 293,52 ± 0,17 millions d'années (Ma). Il est précédé par le Gzhélien (le dernier étage du Carbonifère) et suivi par le Sakmarien,.

## Stratigraphie
| Période     | Époque        | Étage         | Âge (Ma)       |
| ----------- | ------------- | ------------- | -------------- |
| Trias       | inférieur     | Induen        | plus récent    |
| Permien     | Lopingien     | Changhsingien | 251,902–254,14 |
| Permien     | Lopingien     | Wuchiapingien | 254,14–259,51  |
| Permien     | Guadalupien   | Capitanien    | 259,51–264,28  |
| Permien     | Guadalupien   | Wordien       | 264,28–266,9   |
| Permien     | Guadalupien   | Roadien       | 266,9–273,01   |
| Permien     | Cisuralien    | Koungourien   | 273,01–        |
| Permien     | Cisuralien    | Artinskien    | –290,1         |
| Permien     | Cisuralien    | Sakmarien     | 290,1–293,52   |
| Permien     | Cisuralien    | Assélien      | 293,52–298,9   |
| Carbonifère | Pennsylvanien | Gzhélien      | plus ancien    |

L'Assélien doit son nom à la rivière Assel dans le sud de l'Oural au Kazakhstan. L'étage a été introduit dans la littérature scientifique par le géologue russe V.E. Ruzhenchev en 1954 qui l'a séparé du Sakmarien.
Le début de l'étage est défini comme le moment de l'apparition stratigraphique de fossiles des espèces de conodontes Streptognathodus isolatus. Le point stratotypique mondial de l'Assélien est situé dans la vallée de l'Aidaralash, près de la ville d'Aktioubé dans le sud de l'Oural et a pour coordonnées 50° 14′ 45″ N, 57° 53′ 29″ E.
La fin de l'Assélien (et le début du Sakmarien) est défini comme le moment de l'apparition stratigraphique de fossiles de l'espèce de conodontes Streptognathodus postfusus.
L'Assilien contient cinq biozones de conodontes:
- zone de Streptognathodus barskovi
- zone de Streptognathodus postfusus
- zone de Streptognathodus fusus
- zone de Streptognathodus constrictus
- zone de Streptognathodus isolatus